# Damer (cráter)
Damer es un cráter de impacto de 60 km de diámetro del planeta Mercurio. Debe su nombre a la escultora inglesa  Anne Seymour Damer (1748-1828), y su nombre fue aprobado por la  Unión Astronómica Internacional en 2013.